# خيرمان باتشيكو
خيرمان باتشيكو (بالإسبانية: Germán Pacheco)‏ (19 مايو 1991 ببوينس آيرس في الأرجنتين - ) هو لاعب كرة قدم أرجنتيني في مركز الهجوم. لعب مع أتلتيكو مدريد ب وأتلتيكو مدريد وإنديبندينتي وإيه سي ميلان وبوكا جونيورز ورايو فايكانو وفيردر بريمن ونادي كارباتي لفيف ووست هام يونايتد ونادي بهانغ ‏ وUnión Comercio ‏.

## وصلات خارجية
- خيرمان باتشيكو على موقع اتحاد أوكرانيا (الإنجليزية)
- خيرمان باتشيكو على موقع قاعدة بيانات كرة القدم.إي يو (الإنجليزية)
- خيرمان باتشيكو على موقع Soccerway.com (الإنجليزية)
- خيرمان باتشيكو على موقع AS.com (الإسبانية)